# Elmar Bigger

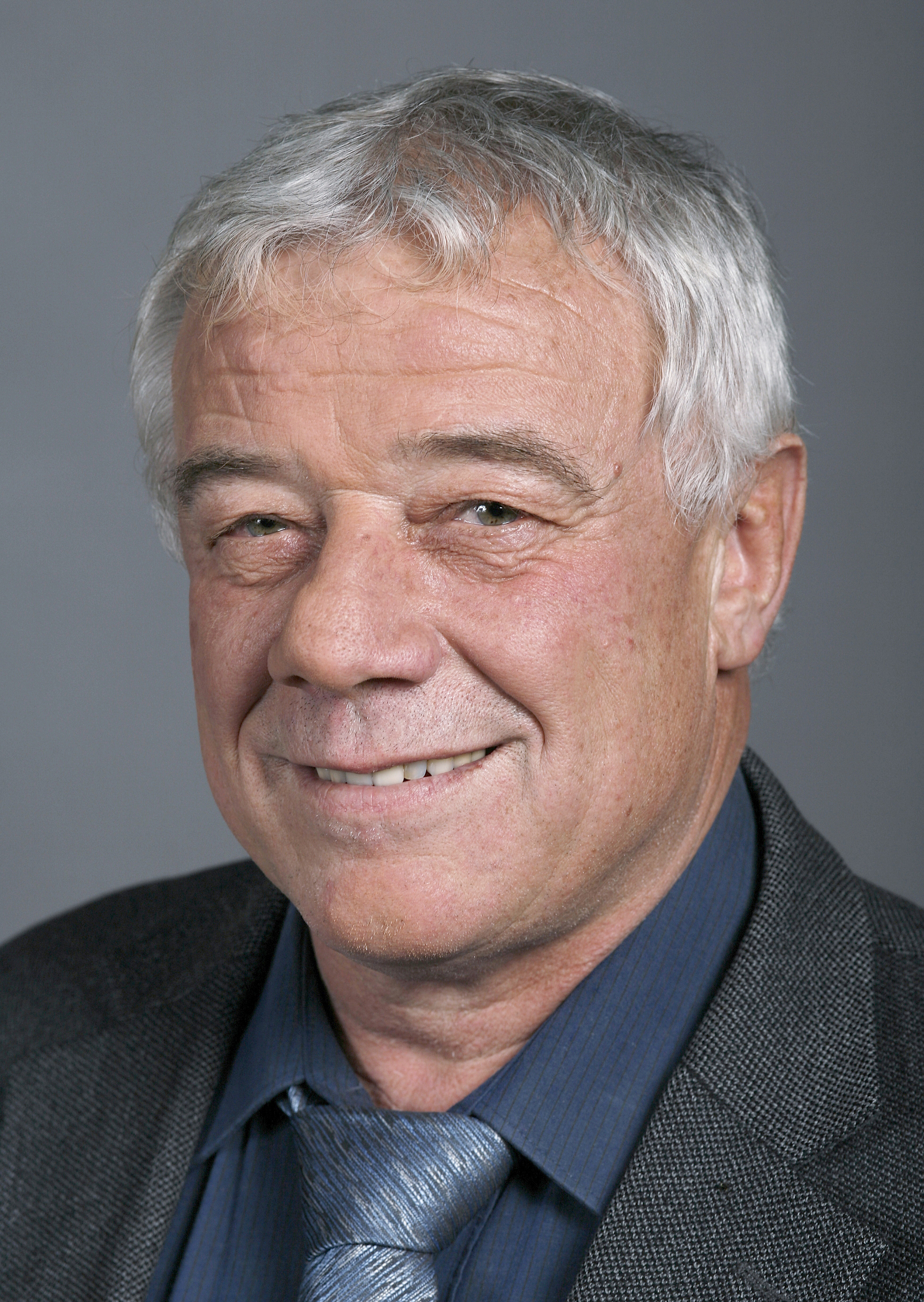
Elmar Bigger (2007)

Elmar Bigger (* 5. Oktober 1949 in Vilters) ist ein Schweizer Politiker (SVP). Er war von 1999 bis 2011 Nationalrat des Kanton St. Gallen.

## Politische Karriere
Schon vor seiner Wahl in den Kantonsrat übte er politische Mandate auf kommunaler Ebene aus. In den Neunzigerjahren entschied er sich für die Aufzucht von Legehennen und erstellte dazu ohne Baubewilligung einen Stall, was vom Beobachter angeprangert wurde. Obwohl der Bau als nicht zonenkonform gewertet worden war, durfte er schlussendlich stehen bleiben. Die zuständige Gemeindebehörde begründete ihren Entscheid damit, dass es sich bei der Hühnerzucht um eine Existenzgrundlage Biggers handle. 2001 wurde das Vorgehen des Bauern vom Tierschützer Erwin Kessler kritisiert.
Bigger ist seit Juli 1996 Präsident der SVP-Ortspartei von Vilters-Wangs. 1996 wurde er ins Kantonsparlament des Kantons St. Gallen und bei den Wahlen 1999 in den Nationalrat gewählt. Er sass lange Zeit in der Begnadigungskommission des Nationalrats, später hatte er bis 2011 Einsitz in der Kommission für Umwelt, Raumplanung und Energie sowie in der Kommission für öffentliche Bauten. Bei den Wahlen vom 23. Oktober 2011 wurde er nicht wiedergewählt.
Er setzt sich laut eigener Aussage für eine starke Landwirtschaft, für eine bessere Zusammenarbeit von Landwirtschaft und Tourismus sowie gegen einen EU-Beitritt der Schweiz ein.
Bigger war Präsident der Produzenten-Milchverwerter-Organisation (PMO) Ostschweiz, die im März 2011 in Konkurs ging.
Bigger ist Vater von drei Kindern, ist Meisterlandwirt und wohnt in Vilters.